# Finlaggan

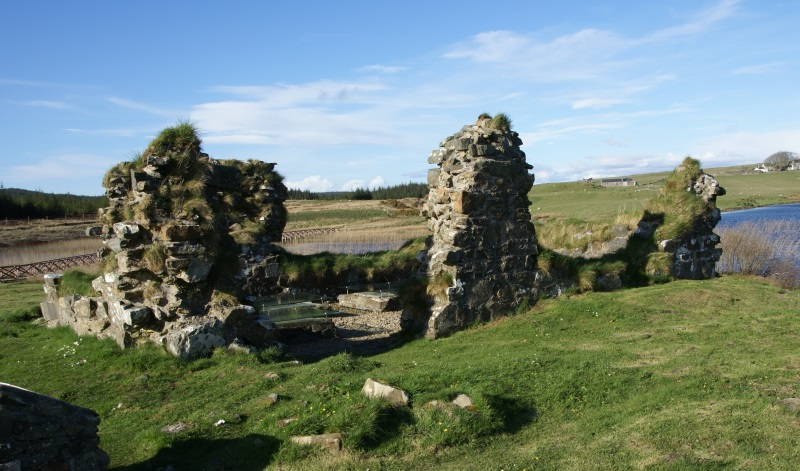
Kilfinlaggan Chapel. De grafstenen van de begraafplaats liggen tegenwoordig in de kapel en zijn beschermd tegen de weersomstandigheden middels glazen platen.

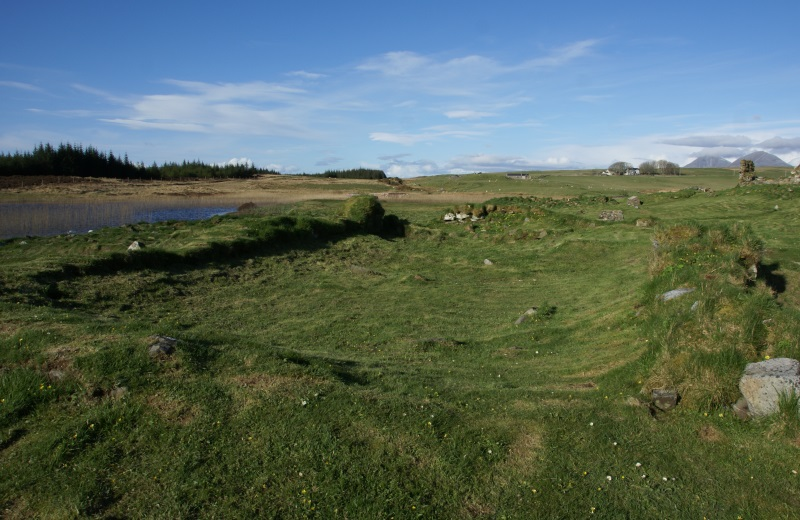
De grote hal van Finlaggan Castle.

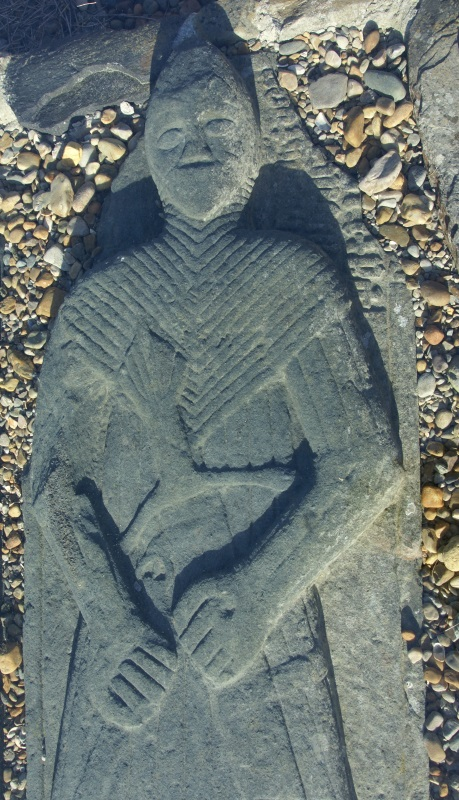
De zestiende-eeuwse gisant van MacGilleasbuig van Finlaggan in de kapel.

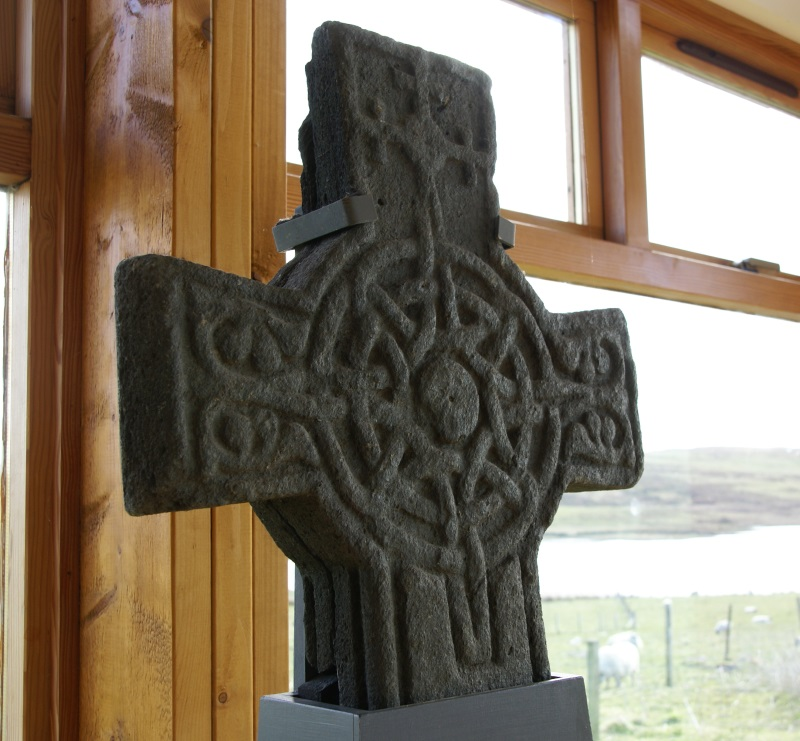
Finlaggan Cross.

Finlaggan is een historisch geheel bestaande uit twee eilanden in Loch Finlaggan waar de zetel van de Lord of the Isles (Heer van de Eilanden) was gevestigd. Finlaggan ligt zo'n twee kilometer ten noordwesten van Ballygrant op Islay in de Schotse regio Argyll and Bute. Op het grootste eiland bevinden zich de ruïnes van Finlaggan Castle en Kilfinlaggan Chapel.

## Geschiedenis
Finlaggan was het administratieve centrum en thuis van de Lord of the Isles (Heer van de Eilanden) en de familie MacDonald.
De MacDonalds stammen af van Somerled, die leefde in de twaalfde eeuw.
De installatie van een nieuwe Lord of the Isles vond hier plaats. Het rijk van de Heer van de Eilanden omvatte naast de westelijke eilanden van Schotland ook een deel van de westkust van Schotland dat zich uitstrekte van Kintyre tot Lewis en was vrijwel onafhankelijk van de Schotse kroon.
Vanaf de derde eeuw werden Islay en de omliggende eilanden gekoloniseerd vanuit Ierland door de Gaels. Vanaf de late achtste eeuw werden de eilanden geteisterd door aanvallen van Vikingen, die uiteindelijk de eilanden koloniseerden. In de periode 850-1100 waren de eilanden min of meer zelfstandig, grotendeels onafhankelijk van de Noorse en Schotse koningen. In 1156 versloeg Somerled met tachtig galeien de Noorse vloot; dit op verzoek van de heersers van de Eilanden die hadden aangeboden zijn zoon tot koning uit te roepen als hij hen van de Noorse koning wist te verlossen. Somerled heerste uiteindelijk over Mull, Coll, Tiree, Colonsay, Islay, Gigha, Kintyre, Knapdale, Lorne en Argyll. Somerled overleed in 1164 in een gevecht tegen Malcolm IV van Schotland en is wellicht begraven in Saddell Abbey. Zijn rijk werd verdeeld over zijn drie zonen, waarbij zijn zoon Donald Islay verkreeg. In 1266 werden deze gebieden eigendom van de Schotse kroon na de Slag bij Largs in 1263. Het was Angus Og MacDonald die de familie invloedrijk maakte; hij was een aanhanger was van Robert the Bruce en vocht in de Slag bij Bannockburn in 1314. De familie van Donald was - van de drie families die afstamden van Somerled - in de veertiende eeuw de meest invloedrijke familie geworden.
De titel Lord of the Isles, in het Latijn Dominus Insularum, (Heer van de Eilanden) werd het eerst aangenomen door John, bijgenaamd Good John of Islay (Goede John van Islay). John was de zoon van Angus Og en volgde hem op na zijn dood in 1328. Hij heerste tussen circa 1329 en 1387. Zijn tweede huwelijk in 1350 was met Margaret Stewart, de dochter van de toenmalige regent van Schotland Robert Stewart, die in 1371 koning van Schotland werd. John voorzag de kapel op Eilean Mór van een nieuw dak en vermoedelijk stichtte hij de kerken van Kildalton, Kilnave en rond 1350 Oronsay Priory. Hij stierf in 1387 in Ardtornish Castle op Mull, zeker tachtig jaar oud.
John II was in de periode 1449 en 1493 de vierde Lord of the Isles. Hij was betrokken bij oorlogen tegen de Schotse kroon en delfde uiteindelijk in 1493 het onderspit: zijn landgoederen werden geconfisqueerd en hijzelf werd verbannen van de eilanden door Jacobus IV van Schotland; hij stierf in 1503 in Paisley Abbey. De titel van Lord of the Isles werd in 1542 opgenomen als een van de titels van de kroon. Heden ten dage wordt deze titel gevoerd door de Prince of Wales.
Nadat het imperium van de Lord of the Isles ten onder was gegaan, kwam Finlaggan in handen van de familie MacGillespie, die wellicht een residentie op het eiland had.

## Bouw
In het noordelijke deel van Loch Finlaggan liggen twee eilanden, namelijk Eilean Mór (Groot Eiland) en Eilean na Comhairle (Raadseiland).

### Eilean na Comhairle
Eilean na Comhairle 55° 50′ 4″ NB, 6° 10′ 25″ WL, oftewel het raadseiland, is vermoedelijk een aangelegd eiland: een crannog.
Dit raadseiland is via een stenen dam van twee meter breed en vijftig meter lang verbonden met Eilean Mór. Aan de noordoostelijke zijde en in het midden van deze dam zijn sporen te zien van het plaveisel. Aan de zuidwestelijke zijde, waar de stenen dam zou aansluiten op het raadseiland, zou ook een ophaalbrug gezeten kunnen hebben.
Op het eiland zelf bevinden zich de fundamenten van een dertiende-eeuws kasteel. Vermoedelijk is dit kasteel in de veertiende eeuw geslecht. De resten van drie vijftiende-eeuwse gebouwen waren wellicht onderdeel van de raadsgebouwen.
Aan de zuid- en westzijde van het eiland bevindt zich een dikke, drooggemetselde muur, hoogstwaarschijnlijk ooit een onderdeel van een dun of een broch in de IJzertijd. De vondst van een stenen bijlkop uit het neolithicum duidt erop dat dit eiland ook al in die tijd bewoond was.

### Eilean Mór
Eilean Mór is het meest noordelijk gelegen eiland in Finlaggan Loch en tevens het grootste. Het eiland was in de Middeleeuwen ook bekend onder de naam Isle of St Finlagan (Eiland van Sint Finlagan). Findlugan was een tijdgenoot van Sint Columba en was de eerste abt van de abdij in Tamlaght die in 585 door Sint Columba werd gesticht. De middeleeuwse kapel werd aan hem gewijd. De kapel staat bekend als Kilfinlaggan Chapel.
De lengteas van het eiland loopt zuidwest-noordoost. Het eiland is toegankelijk via de moerasachtige grond aan de noordzijde van het meer. Het eiland was voorzien van aarden en houten versterkingen, een grote hal, gebouwen voor bewoning, een kapel en geplaveide wegen. Er zijn tevens aanwijzingen dat er een stenen dam was at het eiland verbond met de oever van het meer.
Oorspronkelijk was het eiland kleiner dan nu; vooral het noordelijk deel is flink groter geworden.
Op de zuidwestelijke punt van het eiland lagen de woonvertrekken van de Lord of the Isles met ten noorden daarvan de grote hal, waarvan de lengteas zuidwest-noordoost loopt. Deze verzameling van gebouwen wordt beschouwd als Finlaggan Castle. Aan de zuidoostelijke zijde van de hal bevinden zich de resten van de woongebouwen en van een schuur die dateren van de zestiende en zeventiende eeuw. Ten noorden van de hal was de locatie waar voedsel werd bereid. Aan de westzijde van het eiland, ten noorden van de hal maar ten zuiden van de voedselbereidingslocatie bevond zich een aanlegplaats voor boten. Er liep een geplaveide weg van deze aanlegplaats naar de kapel aan de noordwestelijke zijde van het eiland. Dit was vóór de middeleeuwen de meest noordelijke punt van het eiland.

#### Kilfinlaggan Chapel
Kilfinlaggan Chapel (coördinaten: 55° 50′ 8″ NB, 6° 10′ 19″ WL) is 10,1 meter bij 6,1 meter groot en wordt omringd door een vroegere begraafplaats. De muren van de kapel hebben een maximale hoogte van 3,0 meter. Deze ruïne is vermoedelijk veertiende-eeuws, hoewel gebouwd op de plaats van een oudere kapel.
De grafstenen in de kapel waren traditioneel van de graven van de vrouwen en kinderen van de Lord of the Isles, omdat de Lords of de Isles zelf begraven werden op Iona. De aanwezige grafstenen dateren uit de periode 1350-1500 en zijn onder meer versierd met zwaarden, galeien en plantmotieven. Er zijn tien grafstenen bekend. Er is een grafsteen waarop onder andere een aambeeld is afgebeeld; vermoedelijk was dit de grafsteen van een smid. Een kleine grafsteen was bedoeld voor het graf van een kind. Deze steen is uitgevoerd in de stijl van Iona-school en wordt door Steer en Bannerman geclassificeerd als klasse I.
Er is een grafsteen van een gisant van een krijger die een aketon draagt; deze is vrijwel zeker van MacGilleasbuig van Finlaggan, die overleed nadat de titel van Lord of the Isles was afgenomen. Onder zijn voeten is een galei afgebeeld. De meest gevolgde nummering ter identificering van de grafstenen en -kruisen is die van R.C. Graham, gepubliceerd in zijn boek Carved Stones of Islay. Deze gisant is gedocumenteerd als Graham no. 3. De grafsteen stamt uit de periode 1500-1600 en is rechts van het hoofd van de gisant voorzien van een inscriptie: hic ia(ce)t don|aldus [filius] patri[ci(i) cele|stini] (vertaald: hier ligt Donaldus, zoon van Patricius, zoon van Celestinus). De delen tussen vierkante haken waren in de jaren zeventig van de twintigste eeuw niet meer leesbaar, maar nog wel in Grahams tijd.
Steer en Bannerman classificeren deze steen als afkomstig van een onafhankelijke beeldhouwer, die niet verbonden was aan een van de scholen die in de westelijke hooglanden actief waren. De kwaliteit van het werk wordt inferieur geacht ten opzichte van de kwaliteit van bijvoorbeeld de Iona-school.
Ook bijzonder aan deze grafsteen is het feit dat deze werd gemaakt ten tijde van de overgang van het type zwaard dat is afgebeeld op de grafsteen naar de claymore. Deze overgang kan op de grafstenen gezien worden doordat dit tegelijk ging met de opkomst van het gebruik van zwarte, lombardische letters, zoals op deze grafsteen zijn gebruikt. Het afgebeelde type zwaard werd aan het eind van de vijftiende eeuw niet meer algemeen gebruikt.
Op de begraafplaats werd in 1990 het bovenste deel van een kruis ontdekt, die bekend is geworden onder de naam Finlaggan Cross.

#### Finlaggan Castle
De hal (coördinaten: 55° 50′ 7″ NB, 6° 10′ 22″ WL) aan de zuidzijde van het eiland is 16,5 meter bij 7 meter groot. De hal dateert uit de veertiende eeuw, doch is in de vijftiende eeuw aangepast onder meer met een haard en een houten vloer. Tussen deze hal en de zuidpunt van het eiland bevinden zich de resten van drie kleinere gebouwen, die gezien de veilige locatie, hoogstwaarschijnlijk de woonvertrekken vormden.

## Beheer
Finlaggan wordt beheerd door de Finlaggan Trust. Aan de noordzijde van Loch Finlaggan bevindt zich een bezoekerscentrum en de toegang tot Eilean Mór via een loopbrug.